# Sérénade (film, 1940)
Cet article concerne le film de Jean Boyer. Pour le film de Raoul Walsh, voir Sérénade.
Pour les articles homonymes, voir Sérénade.
Pour plus de détails, voir Fiche technique et Distribution.
Sérénade est un film français réalisé par Jean Boyer et sorti en 1940.

## Résumé
Les amours romancées de Franz Schubert avec une danseuse anglaise qui le quitte pour ne pas entraver sa vocation artistique.

## Fiche technique
- Réalisation : Jean Boyer
- Scénario : Ernest Neuville, Jacques Companeez, Max Maret
- Adaptation : Ernest Neuville
- Dialogues : Pierre Wolff
- Assistant-réalisation : Christian Chamborant
- Musique : Franz Schubert, arrangements de Paul Abraham
- Photographie : Boris Kaufman, Claude Renoir, Maurice Pecqueux
- Son : Robert Teisseire
- Décors : Georges Wakhévitch; Maurice Colasson
- Montage : Mark Sorkin, Louisette Hautecoeur
- Société de production : FT Tarcali (France)
- Directeur de production : Eugène Bernstein
- Pays de production :  France
- Format : noir et blanc — 1.37:1 — son monophonique — 35 mm
- Genre : comédie dramatique et romance
- Durée : 90 min
- Date de sortie : 
  - France - 28 février 1940

## Distribution
- Manécanterie des Petits Chanteurs à la croix de bois
- Louis Jouvet : le baron Hartmann
- Lilian Harvey : Margaret Brenton
- Madeleine Suffel : Annie
- Claire Gérard : la propriétaire
- Marthe Mellot : la vendeuse
- Bernard Lancret : Franz Schubert
- Félix Oudart : le directeur
- Roger Bourdin : Vogl
- Marcel Lupovici : l'ami de Schubert
- Auguste Boverio : Beethoven
- Marcel Vallée : Hostinger, l'éditeur
- Alexandre Rignault : le gendarme
- Pierre Magnier : Metternich
- Georges Bever : le commis
- Jacques Butin : le secrétaire
- Edmond Castel : l'aubergiste
- Henry Richard : un diplomate
- Philippe Richard : le prieur
- René Stern : un élégant
- Robert Arnoux : Chavert
- Boris Kniaseff
- André Volnay
- Georges Serrano
- Marc Dantzer